# Ruben Lürsen
Ruben Lürsen (Amstelveen, 14 februari 1968) is een Nederlands acteur en stemacteur.

## Levensloop
Lürsen studeerde in 1994 af aan de Toneelschool in Amsterdam. Voor de afstudeervoorstelling Tevengebroed ontving hij de Top Naeff-prijs. Het succes van deze voorstelling was aanleiding tot de oprichting van de gelijknamige theatergroep Tevengebroed. Met regisseur Bart Klever en klasgenoten Daniël Boissevain, Casper Gimbrère en Martijn Nieuwerf maakte Lürsen in 1996 de voorstelling De Dwazen, in 1998 Bierkaai, in 2000 Kaalslag en in 2002 Out (een tekst van H. Woudenberg).
In 1996 verbond hij zich voor drie seizoenen aan Toneelgroep Amsterdam. Daarna werkte hij bij onder andere Dogtroep, Theater van het Oosten, Courage en the Glasshouse. In 2009 speelde hij zijn eerste vrije productie bij VV-Enertainment, De gelukkige huisvrouw, de succesvolle toneelbewerking (door Dick van den Heuvel) van het gelijknamige boek van Heleen van Royen.
Lürsen was voor het eerst te zien op televisie in 1991. Hij speelde destijds een gastrol in 12 steden, 13 ongelukken. Van begin 1999 tot eind 2006 vertolkte Lürsen de rol van Robin De Wolf in Spangen. 
In 2003 was hij te zien in de bioscoopfilm Liever verliefd, Pietje Bell 2 (2004), Alles is Liefde (2006) en Timboektoe (2007).
Eind 2004 speelde hij Sjors Kroos in een dubbele aflevering van Baantjer. Samen met Mike Libanon (acteur) en Willem Helwig (cameraman) ontwikkelde hij het format voor de Talpa-serie Parels & Zwijnen. Hij speelde hierin de rol van Rudy Teeuwe.
Na gastrollen in onder meer IC en de film Alles is Liefde was hij van 2008 tot voorjaar 2009 te zien als Floris van Wickenrode in de RTL 4-soap Goede tijden, slechte tijden. Hierna was Lürsen van oktober 2010 tot februari 2011 te zien in de TROS-jeugdserie De bende van Sjako.

## Privé
Lürsen is een broer van regisseur Joram Lürsen en is een zwager van regisseuse Antoinette Beumer. Lürsen is getrouwd met actrice Lieke-Rosa Altink, samen hebben zij twee kinderen.

## Rollen
- Was tussen 1996 tot 1999 lid van het ensemble van Toneelgroep Amsterdam, speelde daar diverse voorstellingen.
- Spangen - vaste rol als Robin de Wolff (1999-2006)
- Het Zonnetje in Huis - Dennis (afl. Vriendschap is een conclusie, 2003)
- Liever verliefd - Ralf (2003)
- Parels & Zwijnen - hoofdrol als Rudy Teeuwe (2005)
- Johnny Test - Dukey (stem)
- Timboektoe - Ad
- Baantjer - Sjors Kroos (afl. De Cock en de moord op het verleden deel 1 en 2, 2004)
- Goede tijden, slechte tijden - Floris van Wickenrode (2008-2009)
- De bende van Sjako - Henk Muller (2010-2011)
- Flikken Maastricht - Ernst van de Geest (afl. Verzorgd, 21 januari 2011)
- Cory in the House - president (stem)
- Herinnert U Zich Deze Nog?! - verhuizer (2011)
- Dokter Deen - Marco (2012)
- SpangaS - Jesse de Ridder (2012)
- Ultimate Spider-Man, Avengers Assemble, Hulk and the Agents of S.M.A.S.H.,  Guardians of the Galaxy, Lego Marvel Super Heroes: Avengers Reassembled, Disney Infinity spellen  & What If...? - Captain America / Steve Rogers (stem) (2012-heden)
- Star Wars Rebels - Bail Organa (stem) (2014 tot 2018)
- Dokter Tinus - Sam Derks (2014)
- Inside Out - Dave (2015)
- Trots en verlangen - David Groeneveld (2016)
- Meisje van plezier - Hotelgast (2017)
- Coco - Papa (stem) (2017)
- Dumbo - Overige stemmen (2019)
- The Boys (2019-heden) - Homelander (stem)
- Keizersvrouwen - Ed (2019)
- Spirit Untamed - Jim Prescott (stem) (2021)
- Terug naar de outback - Chaz Hunt (stem) (2021)
- Oogappels - Vader van Jeroen (2022)
- Zee van tijd - Piet (jong) (2022)
- Kerstappels - Vader van Jeroen (2022)
- Spider-Man: Across the Spider-Verse - Webslinger (stem) (2023)
- Eén grote familie - klant foodtruck (2023)
- Chicken Run: Dawn of the Nugget - Rocky (stem) (2023)
- PATTY - producent Pim (2024)
- Binnestebuiten 2 - Voorman en Mind Cop Dave (stem) (2024)
- Monsters at Work - Stef Alexander (stem) (2024)
- Sonic the Hedgehog 3 - Shadow the Hedgehog (stem) (2024)
- Bennie - Eduard (2025)

Lürsen is ook distributeur voor Spijt! uit (2013).